# Communauté rurale de Badion
La communauté rurale de Badion est une communauté rurale du Sénégal située au centre-sud du pays. 
Elle fait partie de l'arrondissement de Fafacourou, du département de Médina Yoro Foulah, de la région de Kolda.